# Тимпанальные органы

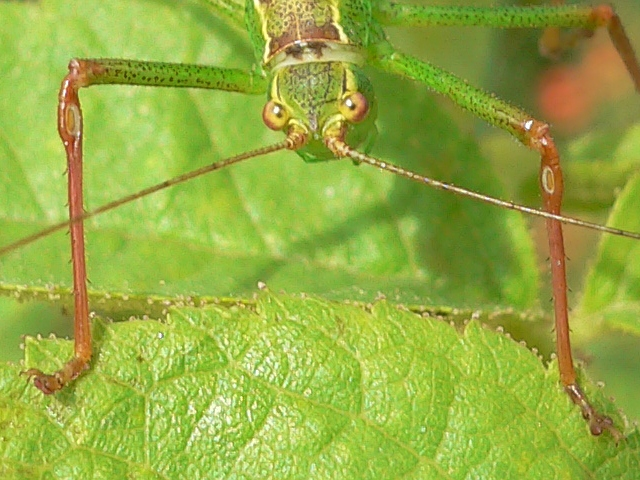
Парные тимпанальные органы на передних ногах Leptophyes punctatissima (в виде светлых пятнышек вверху коричневых голеней слева и справа)

Тимпанальные органы — органы слуха у некоторых насекомых. У разных насекомых они располагаются в разных частях тела: чаще всего в верхней части голеней передних ног, однако у водных полужесткокрылых и у некоторых видов бабочек — в груди, у некоторых других видов бабочек и у саранчовых, цикад — в брюшке (в числе одной пары на боковой стороне его переднего сегмента), у ряда сетчатокрылых — в крыльях. Различно также число тимпанальных органов у различных насекомых: у бабочек их обычно 2—4, у прямокрылых — несколько десятков, у цикад же — несколько сотен.
Тимпанальные органы состоят из мембраны — тимпанальной перепонки, к которой изнутри примыкает трахея, и группы хортодональных сенсилл — чувствительных элементов, прикрепляемых к трахее или самой тимпанальной перепонке. Снаружи тимпанальные органы выглядят как упругие перепонки (tympana), которые подобно барабанной перепонке в органе слуха позвоночных могут приходить в колебание от действия звуковых волн. Эти перепонки являются частями общего хитинового покрова насекомых и у кузнечиков бывают прикрыты более плотной хитиновой складкой, образующей род ушной раковины. Перепонки могут натягиваться посредством особых мускулов. Один из трахейных стволов (дыхательных трубочек), подходя к перепонке, расширяется в обширный пузырь, который часто сравнивают с барабанной полостью, и который, вероятно, служит в качестве резонатора. Между пузырём и перепонкой расположены нервные окончания, воспринимающие звуковые раздражения и представляющие собой разветвления нерва, который берёт начало из третьего грудного узла брюшной нервной цепочки. Разветвления нерва в тимпанальных органах проходят через особые крупные нервные клетки, так называемый мюллеровский ганглий, и образуют, подходя к перепонке, вздутия со слуховой палочкой внутри; эти вздутия, носящие название сколопофор, бывают очень многочисленны (более 100). Подобные же отдельные нервные окончания со сколопофорами находятся в различных местах тела у различных насекомых. Они носят название хордотональных органов и функционируют, по всей вероятности, так же, как органы слуха. Таким образом, тимпанальные органы являются составленными из отдельных хордотональных органов, прикрытых общей перепонкой.
Основной функцией тимпанальных органов является восприятие звуковых сигналов своего вида (например, самцы некоторых насекомых производят стрекотанье, привлекая к себе самок), а также звуков ряда хищников (например, эхолокационные сигналы летучих мышей). Диапазон звуков, на которые способны реагировать те или иные насекомые с помощью данных органов, также варьируется: у прямокрылых это 0,2—100 килогерц (оптимальные частоты 1—40 килогерц), рецепторы цикад реагируют на 0,2—20 килогерц (оптимальные частоты 1—6 килогерц), рецепторы чешуекрылых — на 1—240 килогерц (оптимальные частоты 15—60 килогерц). Изучение тимпанальных органов началось ещё в XIX веке, хотя тогда их слуховая функция ещё не была установлена вполне достоверно, равно как и строение тимпанальных органов нуждалось в более точном исследовании. По наблюдениям Шадиты и Грабера в конце XIX века, тимпанальные органы служат для восприятия звуковых раздражений, и насекомые, у которых орган был удалён, не реагировали на раздражение; однако же сам Грабер приводил несколько случаев, когда оказалось обратное.